# Trichogramma principium
Trichogramma principium är en stekelart som beskrevs av Sugonjaev och Sorokina 1976. Trichogramma principium ingår i släktet Trichogramma och familjen hårstrimsteklar. Inga underarter finns listade i Catalogue of Life.